# Korpus Bezpieczeństwa Wewnętrznego

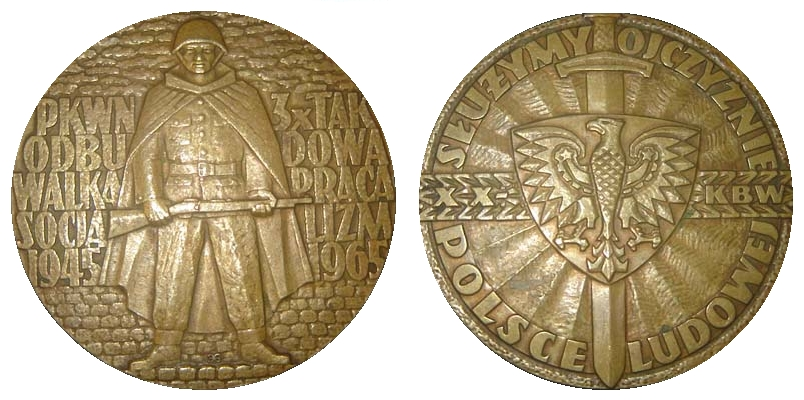
Medal dla upamiętnienia 20. rocznicy powstania KBW. 1965

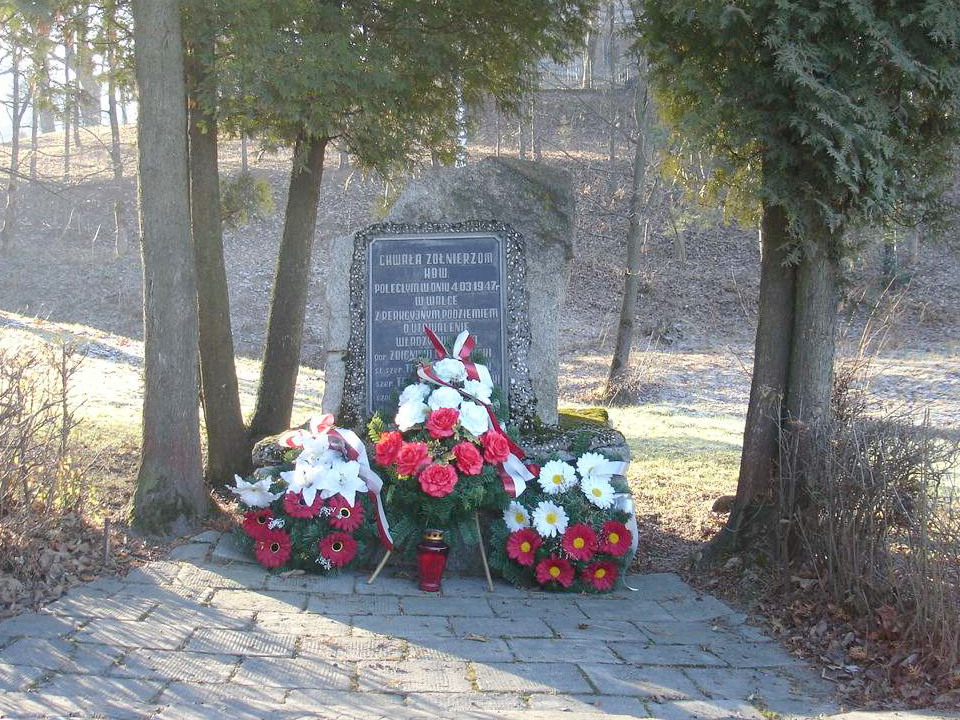
Pomnik 4 poległych żołnierzy KBW w Birczy, 2006

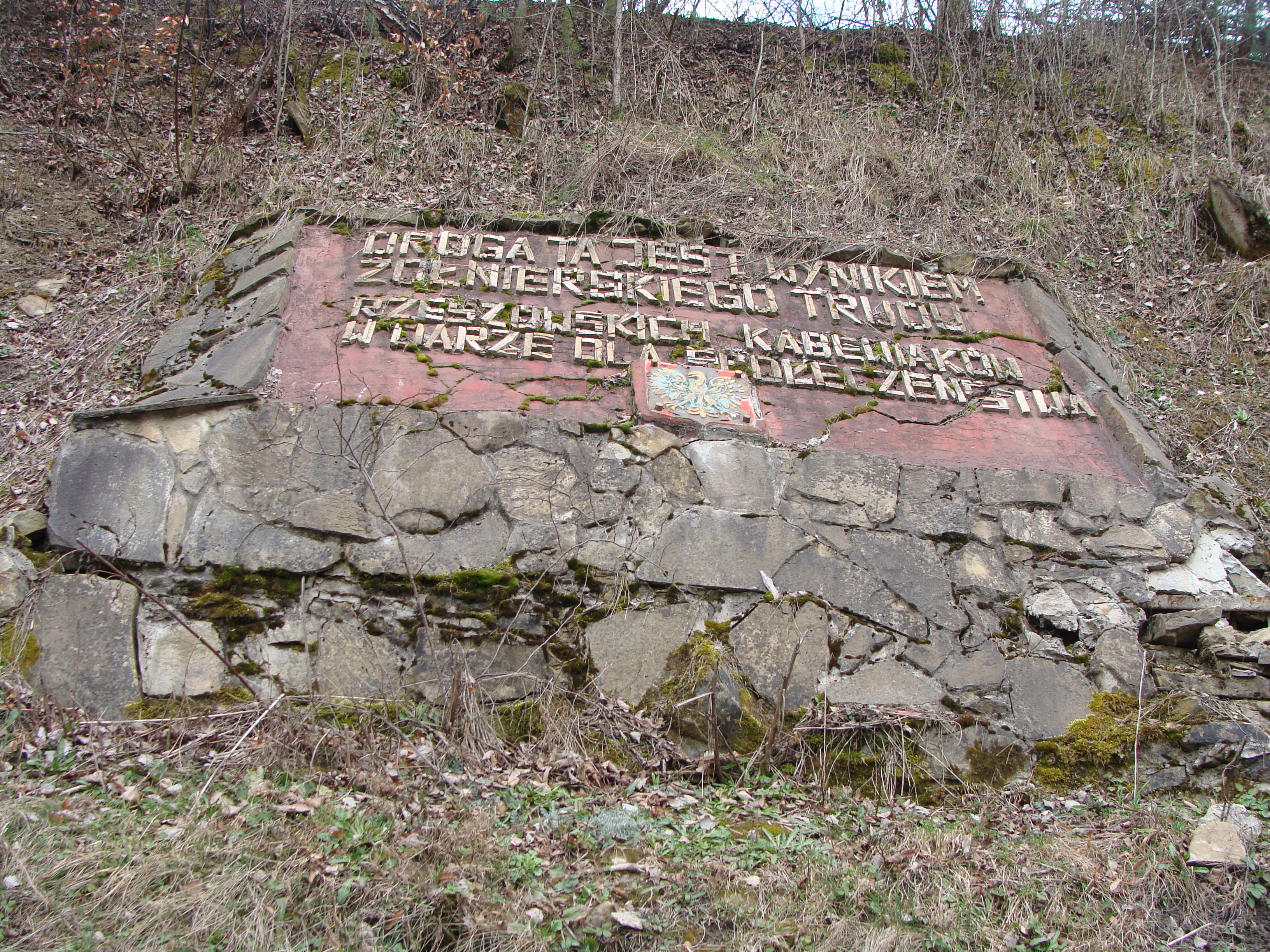
Płyta z napisem upamiętniająca budowę drogi w Bieszczadach przez żołnierzy 4 Batalionu Inżynieryjnego KBW(Rzeszów)

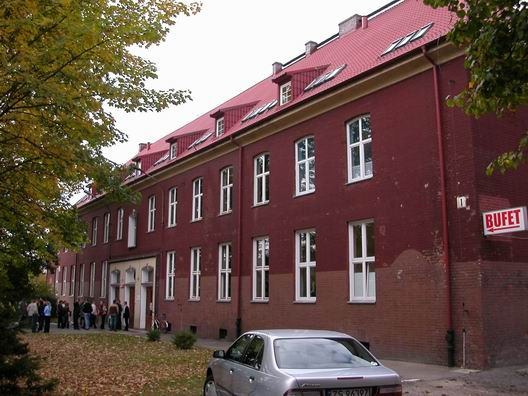
Dawne koszary KBW w Szczecinie.
Obecnie budynek Wydziału Prawa i Administracji US

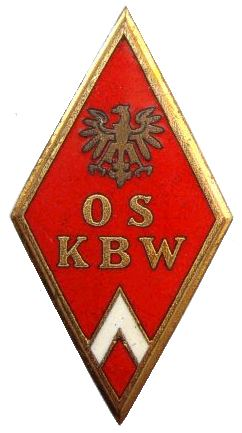
Odznaka absolwenta OS KBW

Korpus Bezpieczeństwa Wewnętrznego (KBW) – specjalna formacja wojskowa podporządkowana ministrowi bezpieczeństwa publicznego (1945–1954), a następnie ministrowi spraw wewnętrznych, powołana uchwałą Krajowej Rady Narodowej z dnia 24 maja 1945 roku. Żołnierze KBW nosili zielone mundury wojsk lądowych i czapki z granatowymi otokami. Stan osobowy wojsk KBW na 1 stycznia 1962: etatowo – 26314, faktycznie – 25470 żołnierzy.

## Geneza korpusu
Geneza KBW sięga jesieni 1944 roku. Wtedy to zapadły decyzje o utworzeniu Wojsk Wewnętrznych jako specjalnej formacji wojskowej działającej w ramach resortu bezpieczeństwa publicznego PKWN.
Bazą do utworzenia nowego rodzaju wojsk był Samodzielny Batalion Szturmowy, sformowany 18 października 1943, który 21 marca 1944 został przekształcony w Polski Samodzielny Batalion Specjalny. Była to pierwsza jednostka Wojsk Wewnętrznych. Batalion podlegał bezpośrednio wydziałowi krajowemu Związku Patriotów Polskich. W 1944 był on podporządkowany tajnemu Centralnemu Biuru Komunistów Polski przy Komitecie Centralnym WKP (b), a następnie przejściowo Polskiemu Sztabowi Partyzanckiemu. 20 października 1944 roku w skład batalionu włączono Samodzielny Batalion Ochrony Jeńców Wojennych. Oba bataliony dały początek 1 Brygadzie Wojsk Wewnętrznych. W późniejszym okresie powstały dwie kolejne brygady (2 i 3).

## Powstanie Korpusu Bezpieczeństwa Wewnętrznego
26 marca 1945 Rząd Tymczasowy podjął uchwałę o powołaniu KBW. Uchwała ta nakazywała ministrowi bezpieczeństwa publicznego Stanisławowi Radkiewiczowi w terminie do 1 maja sformować Korpus Bezpieczeństwa Wewnętrznego. Wyznaczonej daty nie udało się dotrzymać ze względu na liczne dezercje żołnierzy z nowo formowanych jednostek KBW. Tylko w okresie kwiecień-maj 1945 zdezerterowało ok. 800 żołnierzy – 23 kwietnia 1945 zdezerterował prawie cały 2 Samodzielny Batalion Operacyjny Wojsk Wewnętrznych z Lubaczowa, 27 kwietnia 1945 – 2 Batalion 1 Brygady Wojsk Wewnętrznych z Sokołowa Górnego, a 1 maja 1945 zdezerterował Samodzielny Batalion Operacyjny 3 Brygady Wojsk Wewnętrznych z Biłgoraja.
24 maja 1945 roku Rząd Tymczasowy polecił sformowanie korpusu ministrowi obrony narodowej.Tego dnia Krajowa Rada Narodowa powołała do życia KBW i ta data stanowiła później czas obchodzenia rocznic powstania KBW. Ze składu Wojska Polskiego wydzielono 4 Dywizję Piechoty, jako podstawę do organizacji KBW. Na czele KBW stanął dotychczasowy dowódca 4 DP gen. Bolesław Kieniewicz. Bazę do formowania KBW, oprócz 4DP, stanowiły: dowództwo korpusu, dwie brygady zaporowe, dziesięć pułków kawalerii, pięć samodzielnych batalionów ochrony, samodzielny batalion łączności i inne jednostki będące we wstępnej fazie organizacji. Proces powstawania KBW trwał do 22 sierpnia 1945 roku, czyli do czasu przekazania go przez resort obrony narodowej do MBP. W 1945 KBW liczył 29 tys. żołnierzy, w 1950 – 41 tys., a w 1956 – 25 tysięcy. Od marca 1946 terenowe jednostki KBW wraz z UB, MO, ORMO podporządkowane były wojewódzkim komisjom bezpieczeństwa, podległym Państwowej Komisji Bezpieczeństwa.
Zgodnie z zarządzeniem premiera z 24 czerwca 1965, KBW do końca tegoż roku uległ rozwiązaniu, a jego jednostki weszły w skład Wojsk Obrony Wewnętrznej w ramach systemu Obrony Terytorialnej Kraju. Kilka pododdziałów przeniesiono do Nadwiślańskiej Brygady Ochrony Rządu (powiększonej o trzy bataliony – batalion łączności, batalion szkolenia rezerw Milicji Obywatelskiej i Służby Bezpieczeństwa z limitu Ministerstwa Spraw Wewnętrznych oraz Samodzielnej Eskadry Lotnictwa).

## Struktura organizacyjna KBW
Stan na 29 września 1961:
- dowództwo i sztab
- Zarząd Polityczny
- Szefostwa: Służby Samochodowej, Artylerii i Broni Pancernej, Służby Chemicznej, Wojsk inżynieryjnych
- Pododdziały zabezpieczenia: batalion łączności (Warszawa), kompania łączności radioliniowej, kompania samochodowa, kompania ochrony, eskadra lotnictwa łącznikowego, magazyn rezerw
- Brygada Ochrony Rządu (Warszawa)
- 1 Mazowiecka Brygada KBW (Góra Kalwaria)
- 2 Podlaska Brygada KBW (Białystok)
- 5 Brygada KBW Ziemi Krakowskiej (Kraków)
- 3 pułk KBW (Lublin)
- 6 pułk KBW (Katowice)
- 7 pułk KBW (Kielce)
- 10 Wielkopolski pułk KBW (Poznań)
- 11 Dolnośląski pułk KBW (Wrocław Jelenia Góra)
- 12 pułk KBW Ziemi Szczecińskiej (Szczecin)
- 13 Kaszubski pułk KBW (Gdańsk)
- 14 Mazurski Pułk KBW Olsztyn[6]
- 15 pułk KBW Ziemi Opolskiej (Prudnik Opole)
- 9 Pomorski pułk pontonowo-mostowy (Bydgoszcz)
- 10 batalion pontonowo-mostowy (Rawicz)
- 12 batalion pontonowo-mostowy (Szczecin)
- 16 batalion pontonowo-mostowy (Koszalin)
- 1 batalion inżynieryjny (Warszawa)
- 2 batalion inżynieryjny (Grajewo)
- 4 batalion inżynieryjny (Rzeszów)
- 6 batalion inżynieryjny (Lubliniec)
- 11 batalion inżynieryjny (Jelenia Góra)
- szkolny pułk samochodowy (Łódź)
- pułk skadrowany
- lekki pułk pancerny
- służba przeciwpożarowa (Poznań)
- służba przeciwpożarowa (Szczecin)
- służba przeciwpożarowa (Kraków)
- służba przeciwpożarowa (Bydgoszcz)
- Szkoły KBW
  - Szkoła Oficerska KBW (Gdańsk lata 1954–1955, Czerwieńsk k. Zielonej Góry lata 1955–1956)
  - Ośrodek Szkolenia (Legnica)
  - Szkoła Podoficerów Łączności (Prudnik)
  - Ośrodek Szkolenia Wojsk Inżynieryjnych KBW (Pułtusk)

Szkolnictwo Korpusu Bezpieczeństwa Wewnętrznego:
- Centrum Wyszkolenia Wojsk Wewnętrznych w Jastkowie (od 6 listopada 1944)
- Centrum Wyszkolenia Wojsk Wewnętrznych w Andrzejowie (od 24 kwietnia 1945)
- Centrum Wyszkolenia Korpusu Bezpieczeństwa Wewnętrznego w Andrzejowie (od 25 maja 1945)
- Centrum Wyszkolenia Korpusu Bezpieczeństwa Wewnętrznego w Legnicy (od 10 listopada 1945)
- Oficerska Szkoła Korpusu Bezpieczeństwa Wewnętrznego w Legnicy (3 stycznia 1946 – 14 grudnia 1954)

## Zadania i działania wojsk KBW
KBW powołano do walki z tak zwanym podziemiem reakcyjnym, do którego zaliczano polskie podziemie zbrojne, ukraińskie UPA i OUN oraz niemiecki Werwolf, a także do zapewniania ładu i porządku publicznego na terytorium kraju.
Wojska KBW zabezpieczały także ochronę władz państwowych, ważniejszych obiektów przemysłowych i użyteczności publicznej oraz szlaków komunikacyjnych. Oddziały KBW uczestniczyły w akcjach przeciwpowodziowych i przeciwlodowych. Ich zadania polegały na ochronie obiektów i mienia w rejonach zagrożonych powodziami i spływem lodów. W akcjach przeciwpowodziowych mających miejsce w dorzeczach Odry i Wisły w 1960 roku uczestniczyło około 4 tysięcy żołnierzy KBW. Umacniali wały przeciwpowodziowe, kopali kanały odpływowe, zabezpieczali mosty przed naporem kry, ewakuowali ludność i inwentarz. Od 1960 roku znacznemu rozszerzeniu uległ udział i pomoc żołnierzy KBW w akcjach w czasie żniw i wykopków. W latach 1960–1963 corocznie pomagało przy pracach rolnych około 3000 żołnierzy, a w latach 1964–1965 do 2000 żołnierzy.
Uczestnicząc w rozminowaniu kraju, pododdziały saperskie KBW w latach 1956–1964 usunęły, a następnie zniszczyły około 2,5 miliona sztuk amunicji artyleryjskiej, bomb lotniczych i około 10 ton różnych materiałów wybuchowych. W latach 1956–1961 w akcji rozminowania uczestniczyły patrole minerskie z trzech brygad i dziewięciu pułków wojsk KBW.
Do 1953 KBW uczestniczyło w akcjach przeciwko podziemiu antykomunistycznemu, prowadziło pacyfikacje wsi popierających Polskie Stronnictwo Ludowe i oddziały partyzanckie, w okresie kampanii przed sfałszowanymi przez komunistów referendum ludowym z 1946 i wyborami do Sejmu Ustawodawczego w 1947, powołano tzw. Grupy Ochronno-Propagandowe – które wspólnie z UB prowadziły m.in. akcję propagandowo-dezinformacyjną mającą na celu skompromitowanie PSL w oczach społeczeństwa. Według informacji tygodnika ilustrowanego „Żołnierz Polski” z 1946 roku, w pierwszym roku działań KBW, jednostki korpusu dokonały likwidacji 81 band dywersyjnych, rozproszenia 14 oraz aresztowania 11 190 terrorystów z bronią w ręku. W okresie od marca 1945 do kwietnia 1947 oddziały KBW zabiły ponad 1500 żołnierzy podziemia niepodległościowego, raniły 301, wzięły do niewoli 12 200 osób, aresztowały ok. 300 współpracowników podziemia oraz dalszych 13 000 osób oskarżanych o przynależność do antykomunistycznych organizacji konspiracyjnych. W walkach zginęło kilkuset żołnierzy i oficerów KBW.
W 1947 brygady KBW wzięły udział w militarno-przesiedleńczej akcji „Wisła”, w czasie której w walkach z UPA zginęło łącznie 32 żołnierzy KBW. Po wojnie zajmowały się głównie działalnością konwojową i ochronną – ważniejszych obiektów przemysłowych, obozów jenieckich, obozów dla internowanych przeciwników politycznych, obozów odosobnienia i pracy. Ogólna liczba obiektów chronionych przez KBW wzrosła w okresie 1947–1954 od 83 do 109, następnie uległa stopniowemu zmniejszaniu. Zwiększenie liczebności KBW do 40 tys. ludzi w 1953 było związane z ochroną zakładów przemysłowych. W tym celu wprowadzono również, na mocy przyjętej ustawy z 4 lutego 1953, przedłużenie służby wojskowej w KBW do 27 miesięcy. KBW zostało zaangażowane w wyszukiwanie ulotek antykomunistycznych zrzucanych nad Polską w ramach tzw. akcji balonowej (rozpoczętej 12 lutego 1955 z inicjatywy Radia Wolna Europa), ochronę przymusowego ściągania kontyngentów żywnościowych na wsi i ochronę kierujących tą akcją tzw. komisji skupu płodów rolnych. Oddziały KBW brały również udział w osłanianiu operacji wymiany odcinków granicznych pomiędzy Polską i ZSRR w roku 1951, a także kontroli ruchu ludności (w tym celu wykorzystywano tzw. grupy zaporowe i tworzono posterunki kontrolne na drogach i dworcach kolejowych), a także w akcji rozminowywania kraju i zwalczania skutków klęsk żywiołowych (np. powodzi czy pożarów).
KBW wziął udział w pacyfikacji wystąpień robotniczych w czasie Poznańskiego Czerwca 1956. W sumie do walk z demonstrantami 28 czerwca 1956 skierowano 329 żołnierzy KBW stacjonujących w Poznaniu (z 10 Wielkopolskiego Pułku KBW), którzy przy użyciu transporterów opancerzonych mieli odblokować oblężony przez protestujących gmach WUBP, co zakończyło się fiaskiem. KBW dostarczało amunicję pododdziałom UB. Wobec decyzji władz PZPR o użyciu wojska (głównie czołgi) przeciwko manifestantom, zastępca dowódcy KBW płk Mieczysław Puteczny – wszedł w skład sztabu dowodzącego operacją gen. Stanisława Popławskiego. Następnie żołnierze KBW zostali podzieleni na kilkunastoosobowe grupy, które w nocy z 28 na 29 czerwca 1956 likwidowały stanowiska ogniowe demonstrantów. W starciach zginął 1 żołnierz KBW. Wydarzenia poznańskie z roku 1956 były jedną z głównych przyczyn wstrzymania procesu redukcji jednostek KBW.
W okresie politycznego przesilenia w październiku 1956 oddziały KBW zostały użyte do rozstrzygnięcia sporów politycznych w PZPR. Według późniejszych twierdzeń wiceministra spraw wewnętrznych gen. Juliusza Hibnera i dowódcy KBW gen. Włodzimierza Musia – oddziały KBW (na polecenie pełniącego w tym czasie obowiązki dowódcy wojsk wewnętrznych Wacława Komara, sympatyzującego z Gomułką) skierowano do Warszawy w celu zabezpieczenia stolicy przed interwencją wojsk sowieckich (rozkaz okrążenia Warszawy przez wojska sowieckie i polskie wydał wówczas Konstanty Rokossowski). Twierdzeń gen. Hibnera i gen. Musia nie potwierdzają jednak żadne zachowane dokumenty, a wojska KBW w rzeczywistości miały ochraniać tzw. frakcję puławian w PZPR (skupioną wokół Gomułki) przed ewentualnym zamachem stanu ze strony tzw. frakcji natolińskiej w PZPR. Podczas ówczesnego konfliktu o władzę między obiema frakcjami, w okresie obrad VIII Plenum KC PZPR (październik 1956), oddziały KBW m.in. zabezpieczały w tym celu gmachy użyteczności publicznej w Warszawie.
Oddziały KBW odegrały rolę na ziemiach południowo-wschodniej Polski, a za zasługi bojowe na tym obszarze jedna z jednostek KBW otrzymała imię Ziemi Rzeszowskiej.
W latach 1955–1965 4 Batalion Inżynieryjny KBW (Rzeszów)  oraz  Śląska Jednostka (KBW-4) budowały m.in. bieszczadzkie obwodnice co upamiętniono tablicami przy obwodnicach. Żołnierze KBW wybudowali łącznie 264 km dróg (m.in. w Bieszczadach wybudowali ok. 90 km dróg bitych, utworzono ponad 40 km dróg leśnych oraz 25,5 km toru kolejki wąskotorowej służącej do wywozu drewna z lasu i trzy odcinki obwodnicy bieszczadzkiej o łącznej długości 89 km). Zbudowali również drogę łączącą Łysą Polanę z Morskim Okiem, obwodnicę Bydgoszczy oraz kilkadziesiąt kilometrów dróg na Górnym Śląsku, pracowali także na wielkich budowach lat sześćdziesiątych, m.in. przy Petrochemii w Płocku, Fabryki Opon w Olsztynie, Fabryki Nawozów Police.

## Kontrwywiad Korpusu Bezpieczeństwa Wewnętrznego

### Informacja Korpusu Bezpieczeństwa Wewnętrznego
Zarząd Informacji Korpusu Bezpieczeństwa Wewnętrznego powołano 5 maja 1945 roku. Odpowiedzialny był za ochronę kontrwywiadowczą i początkowo podlegał szefowi Głównego Zarządu Informacji Naczelnego Dowództwa WP. Z dniem 23 października Zarząd Informacji KBW podporządkowano ministrowi bezpieczeństwa publicznego. Podlegały mu Oddziały Informacji czternastu pułków specjalnych i czternaście sekcji informacji wojewódzkich urzędów bezpieczeństwa publicznego oraz oddziały informacji 1 i 2 pułku zmotoryzowanego Korpusu Bezpieczeństwa Wewnętrznego, pułku Ochrony Rządu oraz Centrum Wyszkolenia Wojsk Bezpieczeństwa Wewnętrznego.
W kolejnych latach Korpus zmieniał swoje struktury. Zmieniała również struktury Informacja KBW.
W grudniu 1948 Zarządowi Informacji KBW podlegały
- Oddział Informacji 1., 2., 3. i 4 Brygady KBW
- Oddział Informacji 5., 6., 7., 8., 9., 10., 11., 12., 13. i 14. pułku KBW
- Oddział Informacji specjalnego pułku Ochrony Rządu
- Oddział Informacji Samodzielnego Pułku Łączności Międzymiastowej
- Oddział Informacji Oficerskiej Szkoły KBW

W wyniku podporządkowania Wojsk Ochrony Pogranicza ministrowi bezpieczeństwa publicznego, z dniem 15 marca 1949 Zarząd Informacji KBW przeformowano w Zarząd Informacji KBW i WOP.
Struktura zarządu
Kierownictwo zarządu
- Sekretariat
- Oddział I – (ochraniał dowództwo KBW oraz KG MO)
- Oddział II – (szpiegostwo w KBW i MO)
- Oddział III – (działalność kontrolno–instruktorska)
- Oddział IV – (czynności śledcze)
- Oddział Ewidencji Operacyjnej
- Sekcja personalna
- Komenda ochrony
- Areszt prewencyjny

Z dniem 15 marca 1949 Wydział Informacji Departamentu WOP wszedł w skład Zarządu Informacji KBW, a nowa struktura przyjęła nazwę Zarządu Informacji Korpusu Bezpieczeństwa Wewnętrznego i Wojsk Ochrony Pogranicza.
1 maja 1952, na bazie Zarządu Informacji KBW i WOP, utworzono Zarząd Informacji Wojsk Wewnętrznych.
Struktura organizacyjna Informacji Wojsk Wewnętrznych w 1952
- Sekretariat
- oddziały I, II, III i IV z aresztem prewencyjnym
- Oddział Personalny
- komenda ochrony
- garaż

Zarząd Informacji WW do 7 grudnia 1954 podlegał ministrowi bezpieczeństwa publicznego, a do września 1955 był podporządkowany Ministerstwu Spraw Wewnętrznych, a następnie Komitetowi ds. Bezpieczeństwa Publicznego.
W październiku 1955 Zarząd Informacji Wojsk Wewnętrznych powtórnie rozdzielono na Zarząd Informacji WOP oraz Zarząd Informacji KBW. W Zarządzie Informacji KBW połączono Oddział II z Oddziałem III i przemianowano oddziały na wydziały. Z dniem 2 października 1956 Zarząd Informacji KBW został przekształcony w Oddział Informacji KBW. Podlegały mu sekcje Informacji brygad i pułków KBW oraz starsi oficerowie Informacji przy szkołach, batalionie techniczno-saperskim KBW oraz dywizjonie artylerii przeciwlotniczej KBW.

### Wojskowa Służba Wewnętrzna w KBW
W lutym 1957 rozformowano Zarządu Informacji WOP i Oddział Informacji KBW, a w ich miejsce została utworzona Wojskowa Służba Wewnętrzna KBW i WOP. Nowa formacja funkcjonowała do roku 1965. Zarządzeniem prezesa Rady Ministrów nr 41 z 24 czerwca 1965 w sprawie zmiany podporządkowania Wojsk Wewnętrznych, do resortu Obrony Narodowej przeszły jednostki WOP i KBW oraz WSW KBW i WOP. W tej sytuacji został utworzony Wydział WSW Jednostek Wojskowych MSW. Korpus Bezpieczeństwa Wewnętrznego do końca 1965 został rozwiązany, a jego jednostki przemianowane na jednostki Wojsk Obrony Wewnętrznej

## Dowódcy Korpusu Bezpieczeństwa Wewnętrznego
- płk Henryk Toruńczyk marzec 1945 – maj 1945
- gen. dyw. Bolesław Kieniewicz czerwiec 1945 – wrzesień 1946
- gen. bryg. Konrad Świetlik 1946–1948
- gen. bryg. Juliusz Hibner 1948–1951
- gen. bryg. Włodzimierz Muś 1 marca 1951 – 12 marca 1965: (od sierpnia 1956 do lipca 1959 przez okres pobytu gen. Musia w rosyjskiej Akademii Sztabu Generalnego obowiązki dowódcy KBW pełnił gen. bryg. Wacław Komar – dowódca wojsk wewnętrznych)
- gen. bryg. Bronisław Kuriata 12 marca 1965 – 1 lipca 1965